# Christian Döschner

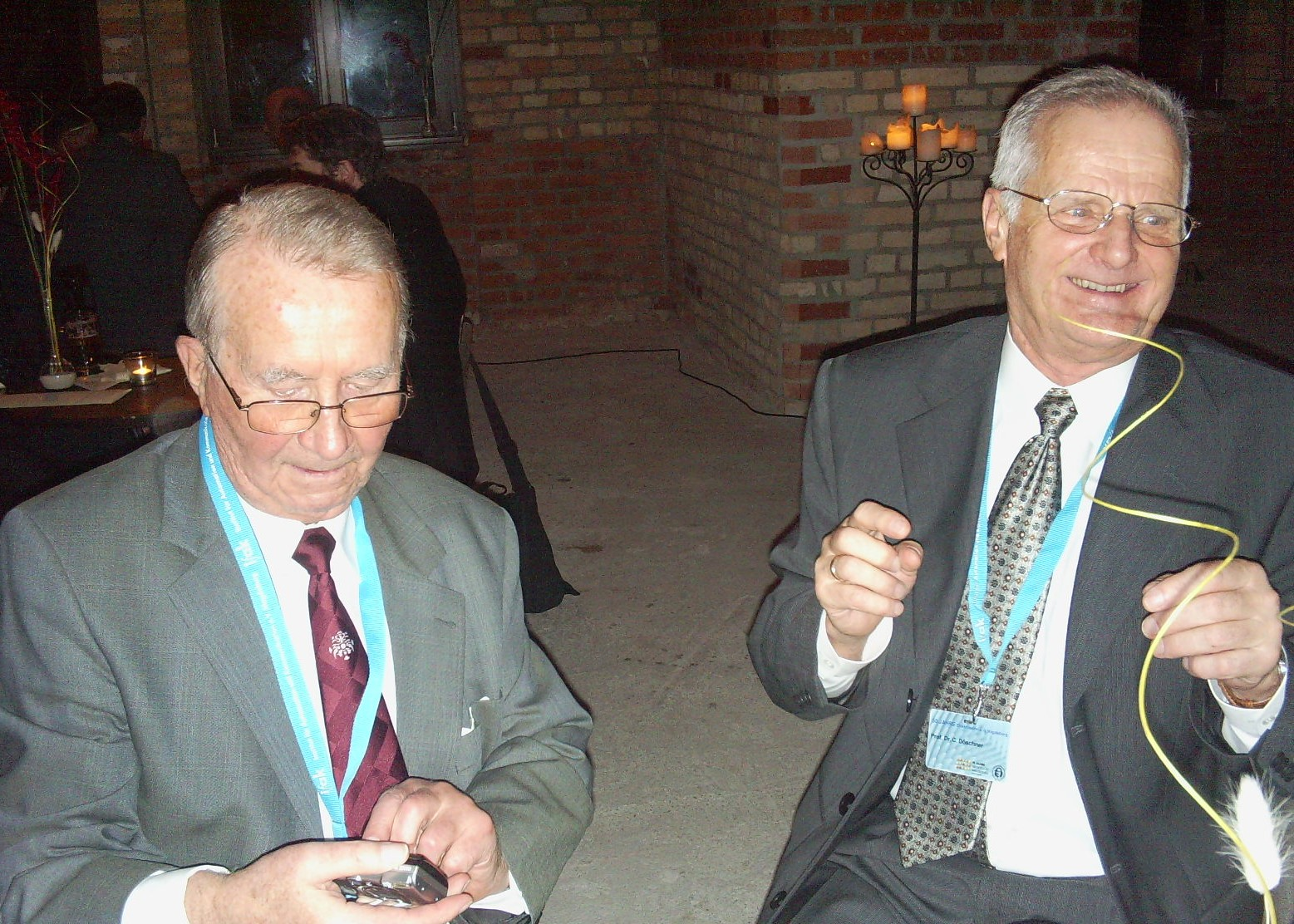
Christian Döschner (rechts) mit Herbert Ehrlich, Nov. 2008

Christian Döschner (* 25. September 1936 in Mylau) ist ein deutscher Ingenieur und Professor für Prozessanalyse und regelungstechnische Modellbildung. Er gehört auf diesem Gebiet zu den Pionieren der Automatisierungstechnik und ist Mitbegründer der Ausbildung von Diplom-Ingenieuren im Fachgebiet Regelungstechnik/Automatisierungstechnik.

## Werdegang
Christian Döschner wurde in Mylau im Vogtland in Sachsen geboren. Nach Abschluss der Schulausbildung erlernte er den Beruf eines Schlossers. Danach besuchte er eine Oberschule, die er mit dem Abitur abschloss.
Im Anschluss begann er 1956 das Studium an der Technischen Hochschule Dresden, Fakultät Maschinenwesen, Fachrichtung Feinmechanik/Regelungstechnik an dem 1955 neu gegründeten Institut für Regelungstechnik (Direktor: Heinrich Kindler). Dieses Institut war das erste seiner Art im deutschen Sprachraum, und Döschner gehörte zu den frühen Studentengenerationen dieses Instituts, aus denen auch die späteren Automatisierungsprofessoren Hans-Joachim Zander und Horst Strobel (Dresden), Wolfgang Weller (Berlin) sowie Heinz Töpfer (Magdeburg/Dresden) hervorgegangen sind. Hier hat Döschner 1962 seinen ersten akademischen Grad Diplom-Ingenieur (Dipl.-Ing.) mit der Vertiefung Regelungstechnik erworben.

## Wissenschaftler in Magdeburg

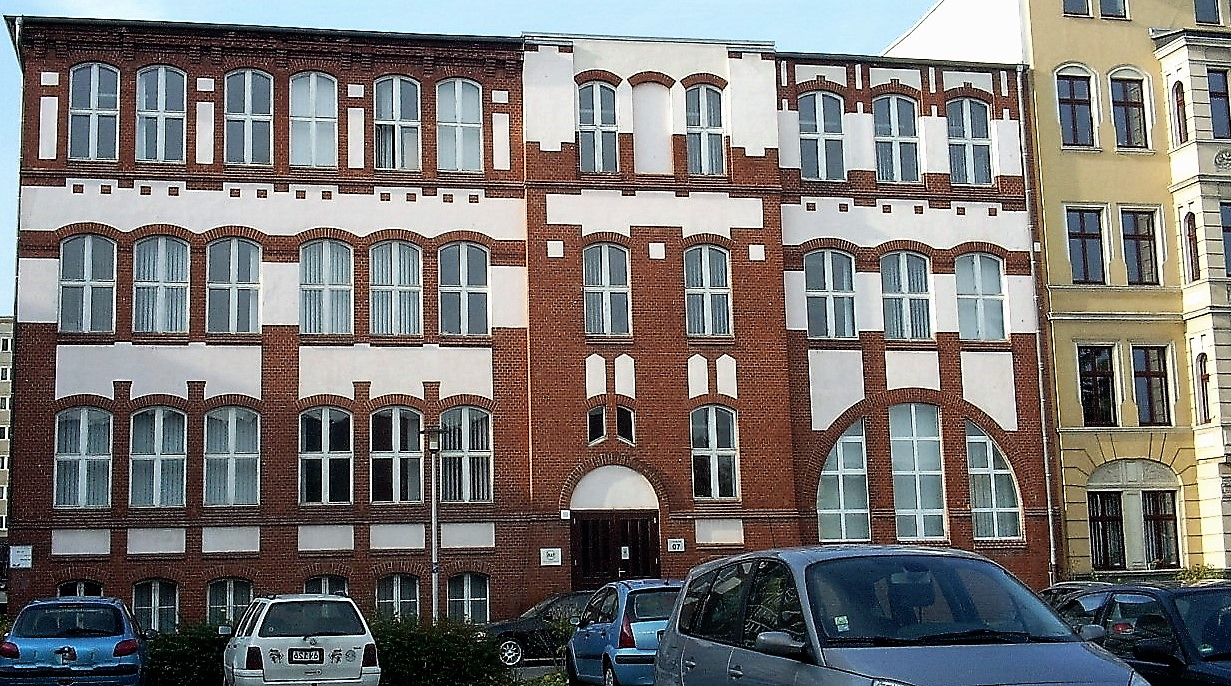
Traditionelles Gebäude der Regelungstechnik, später Automatisierungstechnik, auf dem Campus der Otto-von-Guericke-Universität Magdeburg

Döschner begann nach dem Diplom seine berufliche Tätigkeit 1962 an der Technischen Hochschule "Otto von Guericke" Magdeburg (THM), Fakultät für Mathematik, Naturwissenschaften und technische Grundwissenschaften als wissenschaftlicher Assistent am Institut für Technische Mechanik (Direktor: Heinrich Wilhelmi). Er wechselte jedoch bald an das von Heinrich Wilhelmi bereits 1960 gegründete Institut für Regelungstechnik, seit 1963 Institut für Mess-, Steuerungs- und Regelungstechnik. Döschner war somit zusammen mit Herbert Ehrlich einer der ersten Assistenten dieser Einrichtung, und er hat die regelungstechnische Ausbildung in Magdeburg wesentlich mit aufgebaut und die Modellbildung als speziellen Teil ihres Profils geprägt.
Hier begann er seine Forschungsarbeiten zur regelungstechnischen Modellbildung für Destillationskolonnen. Dabei wurden bereits 1964 die damaligen Studenten Werner Kriesel mit seinem Großen Beleg und Wolfgang Wilhelmi mit seiner Diplomarbeit einbezogen. Aus diesen kontinuierlich fortgesetzten Forschungen ist 1968 seine Dissertation hervorgegangen, mit der er zum Doktor-Ingenieur (Dr.-Ing.) promoviert wurde. Das Fachgebiet Modellbildung für technologische Objekte als Grundlage für den Regelungsentwurf wurde von Döschner während seiner gesamten wissenschaftlichen Tätigkeit bearbeitet.
Seit der im Zuge der Dritten Hochschulreform der DDR von 1968 gegründeten „Sektion Technische Kybernetik und Elektrotechnik“ (TK/ET; Gründungsdirektor: Heinz Töpfer) engagierte sich Döschner als Oberassistent verstärkt bei Aufbau und inhaltlicher Ausgestaltung eines zusätzlichen Hochschulfernstudiums in der Fachrichtung „Technische Kybernetik und Automatisierungstechnik“.

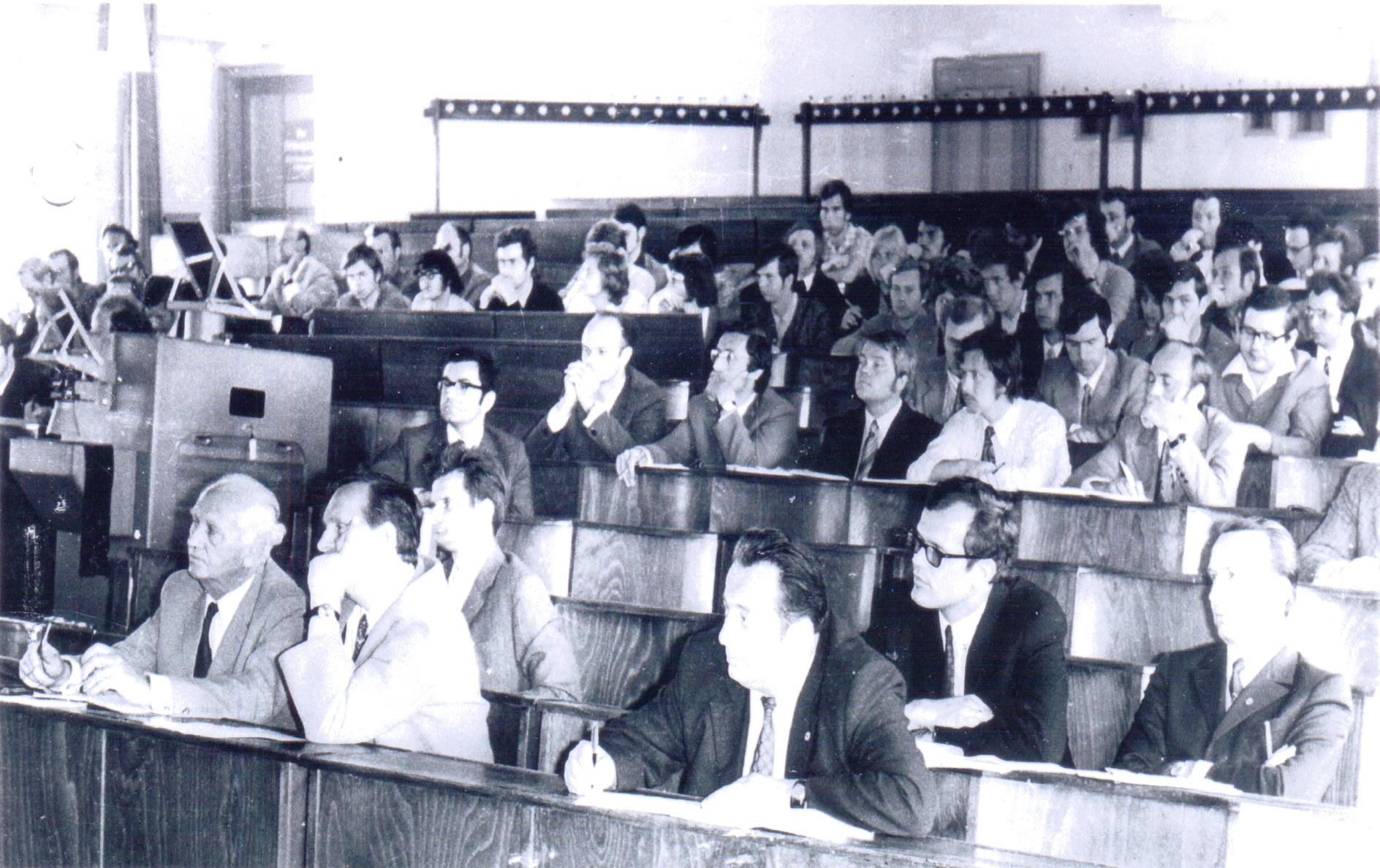
Heinrich Wilhelmi, Heinz Töpfer, Siegfried Rudert an der TH Magdeburg bei einer wissenschaftlichen Veranstaltung im Jahre 1973 (1. Reihe, von links); Christian Döschner, Peter Bernert, Herbert Ehrlich (2. Reihe, von links)

Gleichzeitig entwickelte Döschner den Forschungskomplex „Theoretische Prozessanalyse und regelungstechnischer Systementwurf“, der interdisziplinär angelegt war und längerfristig bis in die 1980er Jahre hineinreichte. Intensive Kooperationen bildeten sich zu den Fachleuten der Verfahrenstechnik sowie des Chemischen Apparate- und Anlagenbaus an der TU Magdeburg, mit Partnern im Ausland und mit Industriebetrieben der Erdölverarbeitung in Schwedt (Oder) und Böhlen sowie dem Chemieanlagenbau in der Region Magdeburg. Ergänzt wurde diese Forschungskooperation durch einen einjährigen Forschungsaufenthalt von Döschner am Moskauer Chemisch-Technologischen Institut „Mendelejew“. Danach schloss Döschner seine Promotion B auf dem Gebiet der Theoretischen Prozessanalyse ab, die 1990 in eine Habilitation umgewandelt wurde (Dr.-Ing. habil.).
1977 wechselte Döschner für einige Jahre in die Automatisierungsindustrie und übernahm im „Geräte- und Regler-Werke Teltow“ im Bereich Anlagenprojektierung die Aufgaben des Fachgebietsverantwortlichen für Prozessrechentechnik. Hierbei sammelte er umfangreiche Erfahrungen für die praktische Orientierung seiner theoretischen Forschungsarbeiten.
1980 wurde Döschner als Hochschuldozent (entsprach C3-Professor) an die Magdeburger Universität berufen. Hier baute er insbesondere eine neue Forschungsgruppe zur „Automatisierung von Industrieöfen“ auf. Nach dem unerwarteten Tod von Professor Siegfried Rudert Mitte 1980 übernahm Döschner dessen gesamte Ausbildung auf dem Fachgebiet Automatisierungstechnik für die maschinenbaulichen, technologischen und apparatetechnischen Fachrichtungen der Magdeburger Universität. 1988 wurde Döschner hier als Professor für Automatisierungstechnik berufen. Nach der deutschen Wiedervereinigung wurde Döschner 1993 Universitätsprofessor an der Otto-von-Guericke-Universität Magdeburg. Er richtete seine wissenschaftliche Tätigkeit in Forschung und Lehre neu aus:
- Modellbildung und Regelung bei der Wirbelschichtverbrennung und Wirbelschichttrocknung,
- Robotik mit Lernalgorithmen für Bewegungsabläufe und Nutzung visueller Informationen,
- Adaptronische Systeme.

Döschner setzte seine Arbeiten zur Automatisierungstechnik im 1990 neu geschaffenen Institut für Automatisierungstechnik (IFAT) fort bis zu seinem Eintritt in den altersbedingten Ruhestand. Von 1994 bis 2001 wirkte Döschner als Leiter des IFAT.
Er hat auch den wissenschaftlichen Nachwuchs stark gefördert. In seiner akademischen Schule hat er zahlreiche Doktoranden zur Promotion geführt, die inzwischen in der freien Wirtschaft sowie teilweise selbst als Professoren tätig sind, u. a. der langjährig als Prorektor und zeitweise als Rektor der Hochschule für Technik, Wirtschaft und Kultur Leipzig (HTWK) wirkende Markus Krabbes.

## Mitgliedschaften und Ehrungen (Auswahl)
Döschner hat den Deutschen Hochschulverband (DHV) im Land Sachsen-Anhalt aufgebaut und entwickelt sowie von 1990 bis 1993 als Landesverbandsvorsitzender mit hohem persönlichen Einsatz geleitet. Danach war er dessen stellvertretender Vorsitzender.
Die Verdienste von Christian Döschner um die Ausbildung, Weiterbildung (Hochschulfernstudium) und Forschung auf dem Gebiet Regelungstechnik, regelungstechnische Modellierung und Automatisierungstechnik sowie bei Aufbau und Führung des Deutschen Hochschulverbandes in Sachsen-Anhalt wurden hoch gewürdigt. Ihm zu Ehren veranstaltete das IFAT der Otto-von-Guericke-Universität Magdeburg am 8. Oktober 2001 ein Ehrenkolloquium zu seiner Verabschiedung. Hiermit wurde zugleich sein aktives Berufsleben feierlich beendet.

## Publikationen (Auswahl)
- Ein Beitrag zur theoretischen Prozessanalyse von Bodenrektifikationskolonnen zur Zweistoffgemischtrennung. Dissertation, TH „Otto-von-Guericke“ Magdeburg, Fakultät für Elektrotechnik, Magdeburg 1968.
- Mathematische Modellbildung für kontinuierliche, technologische Prozesse durch theoretische Prozessanalyse und ihre Nutzung zur Synthese von Automatisierungseinrichtungen. Habilitation (Dissertation B), TH „Otto-von-Guericke“ Magdeburg, Wissenschaftlicher Rat, Magdeburg 1977.
- mit Markus Krabbes, L. Sun: Control of Industrial Robots employing Neural Networks. In: Proceedings on the Int. Conference on Trends in Industrial Measurement and Automation (TIMA’99). Chennai (Indien) 1999.
- mit Markus Krabbes: Modeling of Robot Dynamics based on a Multi-dimensional RBFlike Neural Network. In: Proceedings of the IEEE International Conference on Information, Intelligence, and Systems (ICIIS ’99). Bethesda (USA) November 1999.
- Christian Döschner (Hrsg.): Verteilte Automatisierung – Modelle und Methoden für Entwurf, Verifikation, Engineering und Instrumentierung. Tagungsband: Otto-von-Guericke-Universität Magdeburg, Fakultät für Elektrotechnik und Informationstechnik, Institut für Automatisierungstechnik (IFAT), Institut für Automation und Kommunikation (ifak), Magdeburg 2000.
- mit Markus Krabbes: Ermittlung der Modellfehlerschranken eines dynamischen Robotermodells mittels stochastischer Approximation. In: Workshop SOAVE 2000 -Selbstorganisation von Adaptivem Verhalten, Ilmenau. Fortschritt-Berichte VDI, Reihe 10, 643. VDI Verlag, Düsseldorf 2000.
- mit Markus Krabbes: Robustness analysis of feedback linearisation based on experimental identification. In: Proceedings of the 5th IFAC symposium „Nonlinear Control Systems“ (NOLCOS 2001) Saint-Petersburg (Russia), July 4-6, 2001.
- mit Markus Krabbes: Modelling of complete Robot Dynamics based on a Multi-dimensional, RBF-like. Neural Architecture Applied Intelligence Vol. 17(1):61-73. Kluwer Academic Publishers, July-August 2002.